# Factorisatiestelling van Weierstrass
In de complexe functietheorie, een deelgebied van de wiskunde, zegt de factorisatiestelling van Weierstrass, naar Karl Weierstrass genoemd, dat gehele functies kunnen worden weergegeven door een product, waarin hun nulpunten een rol spelen. In aanvulling hierop heeft iedere rij, die naar oneindig gaat, een bijbehorende gehele functie met nullen precies op de punten van deze rij.
De stelling komt overeen met de stelling van Mittag-Leffler, die over het bestaan van meromorfe functies met voorgeschreven polen gaat. Een tweede vorm van de stelling, uitgebreid naar meromorfe functies, staat toe om een gegeven meromorfe functie als een product van drie factoren te beschouwen: de polen van de functie, nullen, en een hieraan geassocieerde holomorfe functie, die niet overal nul is.